# Élection gouvernorale de 2011 au Mississippi
 (juillet 2025).
Si vous disposez d'ouvrages ou d'articles de référence ou si vous connaissez des sites web de qualité traitant du thème abordé ici, merci de compléter l'article en donnant les références utiles à sa vérifiabilité et en les liant à la section « Notes et références ».
L'élection gouvernorale de 2011 au Mississippi a lieu le 8 novembre 2011 afin d'élire le gouverneur de l'État américain du Mississippi.
Les élections primaires des deux principaux partis ont lieu le 6 août 2011. Le gouverneur sortant républicain Haley Barbour, élu en 2003 et réélu en 2007 ne peut pas se représenter. C'est donc le lieutenant-gouverneur sortant, Phil Bryant qui obtient l'investiture républicaine pour lui succéder. Du côté démocrate, l'investiture est remportée par le maire de Hattiesburg Johnny DuPree. 
Phil Bryant est largement élu, en réalisant un meilleur score que son prédécesseur.

## Contexte
Le Mississippi, a été, comme la plupart des anciens États confédérés, un bastion démocrate à partir des années 1870. Durant les années 1990, il a basculé du côté républicain et est depuis considéré comme étant l'un des États les plus républicains du pays, ayant voté largement pour John McCain à l'élection présidentielle américaine de 2008. Aucun gouverneur démocrate n'a été élu depuis 1999. 

## Système électoral
Le gouverneur du Mississippi est élu par un collège de grands électeurs pour un mandat de quatre ans renouvelable une seule fois. Les grands électeurs représentent chacun un des districts de la Chambre des représentants du Mississippi et le vainqueur du district remporte un grand électeur. Dans le cas où aucun candidat n'emporterait la majorité absolue des grands électeurs (62 grands électeurs sur 122), ce sont les membres de la Chambre des représentants du Mississippi qui élisent le gouverneur. 

## Primaire républicaine
Le lieutenant-gouverneur sortant remporte facilement l'investiture républicaine face à ses quatre concurrents. 

### Candidats
- James Broadwater, homme d'affaires
- Phil Bryant, lieutenant-gouverneur du Mississippi (depuis 2008), auditeur du Mississippi (1996-2008)
- Dave Dennis, haut fonctionnaire
- Hudson Holliday, superviseur du Comté de Pearl River (depuis 2007)
- Ron Williams, homme d'affaires

### Résultats
| Candidat | Candidat         | Voix    | %      |
| -------- | ---------------- | ------- | ------ |
|          | Phil Bryant      | 172 300 | 59,46  |
|          | Dave Dennis      | 74 546  | 25,72  |
|          | Ron Williams     | 25 555  | 8,82   |
|          | Hudson Holliday  | 13 761  | 4,75   |
|          | James Broadwater | 3 626   | 1,25   |
|          |                  |         |        |
| Total    | Total            | 289 788 | 100,00 |

## Primaire démocrate
Lors du premier tour de scrutin, aucun candidat n'obtient la majorité absolue des suffrages. Un second tour est donc organisé entre les deux candidats arrivés en tête, les deux autres étant déclarés éliminés. Ce second tour est remporté par Johnny DuPree face à Bill Luckett. 

### Candidats
- William Bond Compton Jr.
- Guy Dale Shaw
- Johnny DuPree, maire de Hattiesburg (depuis 2001)
- Bill Luckett, homme d'affaires

### Résultats
| Candidat | Candidat                 | Premier tour | Premier tour | Second tour | Second tour |
| Candidat | Candidat                 | Voix         | %            | Voix        | %           |
| -------- | ------------------------ | ------------ | ------------ | ----------- | ----------- |
|          | Johnny DuPree            | 179 748      | 43,57        | 177 767     | 54,99       |
|          | Bill Luckett             | 161 833      | 39,23        | 145 517     | 45,01       |
|          | William Bond Compton Jr. | 40 452       | 9,81         | Éliminé     | Éliminé     |
|          | Guy Dale Shaw            | 30 497       | 7,39         | Éliminé     | Éliminé     |
|          |                          |              |              |             |             |
| Total    | Total                    | 412 530      | 100,00       | 323 284     | 100,00      |

## Sondages

### Prédictions
| Institut         | Prédiction           |
| ---------------- | -------------------- |
| Inside Elections | Sûrement Républicain |

### Bryant vs. DuPree
| Institut | Date       | Bryant (Républicain) | DuPree (Démocrate) | Autre/Indécis |
| -------- | ---------- | -------------------- | ------------------ | ------------- |
| Institut | Date       |                      |                    | Autre/Indécis |
| PPP      | 06/11/2011 | 54 %                 | 40 %               | 6 %           |

## Résultats
| Candidat | Candidat      | Parti       | Vote populaire | Vote populaire | Vote populaire | Collège électoral | Collège électoral |
| Candidat | Candidat      | Parti       | Voix           | %              | +/-            | Voix              | +/-               |
| -------- | ------------- | ----------- | -------------- | -------------- | -------------- | ----------------- | ----------------- |
|          | Phil Bryant   | Républicain | 544 851        | 60,98          | 3,08           | 82                | 4                 |
|          | Johnny Dupree | Démocrate   | 348 617        | 39,02          | 3,08           | 40                | 4                 |
|          |               |             |                |                |                |                   |                   |
| Total    | Total         | Total       | 893 468        | 100,00         | en stagnation  | 122               | en stagnation     |